# Pellegrinisaurus powelli
Pellegrinisaurus powelli es la única especie conocida del género extinto Pellegrinisaurus (”lagarto de Pellegrini”) de dinosaurio saurópodo saltasáurido que vivió a finales del período Cretácico, hace aproximadamente 83 a 70 millones de años, durante el Campaniense, en lo que es hoy Sudamérica. 

## Descripción
Pellegrinisaurus es un titanosaurio bastante grande. El tamaño corporal estimado es de unos 20 a 25 metros y a pesar unas 40 toneladas. El holotipo incluye un fémur derecho incompleto, veintiséis vértebras caudales y cuatro dorsales. Las características autapomorfías de Pellegrinisaurus, por las que se puede distinguir, son el lado ventral del centro de las dorsales tiene un ancho transversal igual al doble de la profundidad dorsoventral vertical. Las caudales medioposteriores y posteriores están alargadas anteroposteriormente, horizontalmente y tienen espinas neurales dorsoventralmente deprimidas, cuyos extremos anteriores son más altos en la parte anterior que en la posterior. Pellegrinisaurus se diferencia de otros titanosaurios por tener espinas caudales medioposteriormente alargadas y dorsoventralmente deprimidas, Salgado interpretó esta condición como una extraarticulación entre la columna neural y el proceso articular de la vértebra posterior, que redujo el movimiento de la cola. El fémur derecho se conserva parcialmente. Se comprime anteropostéramente con un cuarto trocánter muy aplanado . Lateralmente, presenta un bulto pronunciado similar al de Chubutisaurus, braquiosáuridos y otros titanosaurianos.

## Descubrimiento e investigación
El nombre, Pellegrinisaurus, proviene que fuera encontrado a orillas del Lago Pellegrini, en la Formación Río Colorado o Formación Allen, en la Provincia de Río Negro Patagonia Argentina y fue descripto por Salgado en 1996. El holotipo asignado, MPCA 1500, fue descubierto en 1975 por Roberto Abel y su asistente Jaime Emilio Powell. Fue recuperado del miembro inferior de la Formación Allen en la localidad del lago Pellegrini, Argentina, que data del Cretácico Superior, del Campaniano al Maastrichtiano inferior, pero no fue descrito formalmente hasta 1996 por Leonardo Salgado. Inicialmente, los restos recuperados fueron referidos a Epachthosaurus, pero más tarde esta hipótesis se abandonó porque MPCA 1500 no compartía características derivadas con el holotipo de Epachthosaurus. El nombre genérico Pellegrinisaurus se refiere al lago Pellegrini, donde se encontró el espécimen . El nombre específico powelli es en honor a Jaime E. Powell,

## Clasificación
Este espécimen fue en un primer momento referido a Epachthosaurus sp pero Salgado lo considera un titanosauriano más derivado que Andesaurus y Epachthosaurus, pero no establece afinidades más allá de ello. Inicialmente, Salgado colocó a Pellegrinisaurus como un posible taxón hermano de Saltasaurinae, en vista de la estructura de sus vértebras. Más tarde, durante la descripción de Mansourasaurus, Sallam et al. en 2017 publicaron un análisis filogenético completo de Titanosauria en el que Pellegrinisaurus forma parte del clado Lithostrotia, en Opisthocoelicaudiinae.

### Filogenia
|  | Epachthosaurus                                                    |
|  |                                                                   |
|  | \| \| Atsinganosaurus \| \| \| \| \| \| Mendozasaurus \| \| \| \| |
|  |                                                                   |
|  | Atsinganosaurus                                                   |
|  |                                                                   |
|  | Mendozasaurus                                                     |
|  |                                                                   |

|  | Atsinganosaurus |
|  |                 |
|  | Mendozasaurus   |
|  |                 |

|  | Epachthosaurus                                                    |
|  |                                                                   |
|  | \| \| Atsinganosaurus \| \| \| \| \| \| Mendozasaurus \| \| \| \| |
|  |                                                                   |
|  | Atsinganosaurus                                                   |
|  |                                                                   |
|  | Mendozasaurus                                                     |
|  |                                                                   |

|  | Atsinganosaurus |
|  |                 |
|  | Mendozasaurus   |
|  |                 |

|  | Dreadnoughtus                                              |
|  |                                                            |
|  | \| \| Alamosaurus \| \| \| \| \| \| Baurutitan \| \| \| \| |
|  |                                                            |
|  | Alamosaurus                                                |
|  |                                                            |
|  | Baurutitan                                                 |
|  |                                                            |

|  | Alamosaurus |
|  |             |
|  | Baurutitan  |
|  |             |

|  | Dreadnoughtus                                              |
|  |                                                            |
|  | \| \| Alamosaurus \| \| \| \| \| \| Baurutitan \| \| \| \| |
|  |                                                            |
|  | Alamosaurus                                                |
|  |                                                            |
|  | Baurutitan                                                 |
|  |                                                            |

|  | Alamosaurus |
|  |             |
|  | Baurutitan  |
|  |             |

|  | Ampelosaurus |
|  |              |
|  | Paludititan  |
|  |              |

|  | Lohuecotitan   |
|  |                |
|  | Mansourasaurus |
|  |                |

|  | Lirainosaurus                                                        |
|  |                                                                      |
|  | \| \| Nemegtosaurus \| \| \| \| \| \| Opisthocoelicaudia \| \| \| \| |
|  |                                                                      |
|  | Nemegtosaurus                                                        |
|  |                                                                      |
|  | Opisthocoelicaudia                                                   |
|  |                                                                      |

|  | Nemegtosaurus      |
|  |                    |
|  | Opisthocoelicaudia |
|  |                    |

|  | Lohuecotitan   |
|  |                |
|  | Mansourasaurus |
|  |                |

|  | Lirainosaurus                                                        |
|  |                                                                      |
|  | \| \| Nemegtosaurus \| \| \| \| \| \| Opisthocoelicaudia \| \| \| \| |
|  |                                                                      |
|  | Nemegtosaurus                                                        |
|  |                                                                      |
|  | Opisthocoelicaudia                                                   |
|  |                                                                      |

|  | Nemegtosaurus      |
|  |                    |
|  | Opisthocoelicaudia |
|  |                    |

|  | Ampelosaurus |
|  |              |
|  | Paludititan  |
|  |              |

|  | Lohuecotitan   |
|  |                |
|  | Mansourasaurus |
|  |                |

|  | Lirainosaurus                                                        |
|  |                                                                      |
|  | \| \| Nemegtosaurus \| \| \| \| \| \| Opisthocoelicaudia \| \| \| \| |
|  |                                                                      |
|  | Nemegtosaurus                                                        |
|  |                                                                      |
|  | Opisthocoelicaudia                                                   |
|  |                                                                      |

|  | Nemegtosaurus      |
|  |                    |
|  | Opisthocoelicaudia |
|  |                    |

|  | Lohuecotitan   |
|  |                |
|  | Mansourasaurus |
|  |                |

|  | Lirainosaurus                                                        |
|  |                                                                      |
|  | \| \| Nemegtosaurus \| \| \| \| \| \| Opisthocoelicaudia \| \| \| \| |
|  |                                                                      |
|  | Nemegtosaurus                                                        |
|  |                                                                      |
|  | Opisthocoelicaudia                                                   |
|  |                                                                      |

|  | Nemegtosaurus      |
|  |                    |
|  | Opisthocoelicaudia |
|  |                    |

|  | Dreadnoughtus                                              |
|  |                                                            |
|  | \| \| Alamosaurus \| \| \| \| \| \| Baurutitan \| \| \| \| |
|  |                                                            |
|  | Alamosaurus                                                |
|  |                                                            |
|  | Baurutitan                                                 |
|  |                                                            |

|  | Alamosaurus |
|  |             |
|  | Baurutitan  |
|  |             |

|  | Dreadnoughtus                                              |
|  |                                                            |
|  | \| \| Alamosaurus \| \| \| \| \| \| Baurutitan \| \| \| \| |
|  |                                                            |
|  | Alamosaurus                                                |
|  |                                                            |
|  | Baurutitan                                                 |
|  |                                                            |

|  | Alamosaurus |
|  |             |
|  | Baurutitan  |
|  |             |

|  | Ampelosaurus |
|  |              |
|  | Paludititan  |
|  |              |

|  | Lohuecotitan   |
|  |                |
|  | Mansourasaurus |
|  |                |

|  | Lirainosaurus                                                        |
|  |                                                                      |
|  | \| \| Nemegtosaurus \| \| \| \| \| \| Opisthocoelicaudia \| \| \| \| |
|  |                                                                      |
|  | Nemegtosaurus                                                        |
|  |                                                                      |
|  | Opisthocoelicaudia                                                   |
|  |                                                                      |

|  | Nemegtosaurus      |
|  |                    |
|  | Opisthocoelicaudia |
|  |                    |

|  | Lohuecotitan   |
|  |                |
|  | Mansourasaurus |
|  |                |

|  | Lirainosaurus                                                        |
|  |                                                                      |
|  | \| \| Nemegtosaurus \| \| \| \| \| \| Opisthocoelicaudia \| \| \| \| |
|  |                                                                      |
|  | Nemegtosaurus                                                        |
|  |                                                                      |
|  | Opisthocoelicaudia                                                   |
|  |                                                                      |

|  | Nemegtosaurus      |
|  |                    |
|  | Opisthocoelicaudia |
|  |                    |

|  | Ampelosaurus |
|  |              |
|  | Paludititan  |
|  |              |

|  | Lohuecotitan   |
|  |                |
|  | Mansourasaurus |
|  |                |

|  | Lirainosaurus                                                        |
|  |                                                                      |
|  | \| \| Nemegtosaurus \| \| \| \| \| \| Opisthocoelicaudia \| \| \| \| |
|  |                                                                      |
|  | Nemegtosaurus                                                        |
|  |                                                                      |
|  | Opisthocoelicaudia                                                   |
|  |                                                                      |

|  | Nemegtosaurus      |
|  |                    |
|  | Opisthocoelicaudia |
|  |                    |

|  | Lohuecotitan   |
|  |                |
|  | Mansourasaurus |
|  |                |

|  | Lirainosaurus                                                        |
|  |                                                                      |
|  | \| \| Nemegtosaurus \| \| \| \| \| \| Opisthocoelicaudia \| \| \| \| |
|  |                                                                      |
|  | Nemegtosaurus                                                        |
|  |                                                                      |
|  | Opisthocoelicaudia                                                   |
|  |                                                                      |

|  | Nemegtosaurus      |
|  |                    |
|  | Opisthocoelicaudia |
|  |                    |

|  | Epachthosaurus                                                    |
|  |                                                                   |
|  | \| \| Atsinganosaurus \| \| \| \| \| \| Mendozasaurus \| \| \| \| |
|  |                                                                   |
|  | Atsinganosaurus                                                   |
|  |                                                                   |
|  | Mendozasaurus                                                     |
|  |                                                                   |

|  | Atsinganosaurus |
|  |                 |
|  | Mendozasaurus   |
|  |                 |

|  | Epachthosaurus                                                    |
|  |                                                                   |
|  | \| \| Atsinganosaurus \| \| \| \| \| \| Mendozasaurus \| \| \| \| |
|  |                                                                   |
|  | Atsinganosaurus                                                   |
|  |                                                                   |
|  | Mendozasaurus                                                     |
|  |                                                                   |

|  | Atsinganosaurus |
|  |                 |
|  | Mendozasaurus   |
|  |                 |

|  | Dreadnoughtus                                              |
|  |                                                            |
|  | \| \| Alamosaurus \| \| \| \| \| \| Baurutitan \| \| \| \| |
|  |                                                            |
|  | Alamosaurus                                                |
|  |                                                            |
|  | Baurutitan                                                 |
|  |                                                            |

|  | Alamosaurus |
|  |             |
|  | Baurutitan  |
|  |             |

|  | Dreadnoughtus                                              |
|  |                                                            |
|  | \| \| Alamosaurus \| \| \| \| \| \| Baurutitan \| \| \| \| |
|  |                                                            |
|  | Alamosaurus                                                |
|  |                                                            |
|  | Baurutitan                                                 |
|  |                                                            |

|  | Alamosaurus |
|  |             |
|  | Baurutitan  |
|  |             |

|  | Ampelosaurus |
|  |              |
|  | Paludititan  |
|  |              |

|  | Lohuecotitan   |
|  |                |
|  | Mansourasaurus |
|  |                |

|  | Lirainosaurus                                                        |
|  |                                                                      |
|  | \| \| Nemegtosaurus \| \| \| \| \| \| Opisthocoelicaudia \| \| \| \| |
|  |                                                                      |
|  | Nemegtosaurus                                                        |
|  |                                                                      |
|  | Opisthocoelicaudia                                                   |
|  |                                                                      |

|  | Nemegtosaurus      |
|  |                    |
|  | Opisthocoelicaudia |
|  |                    |

|  | Lohuecotitan   |
|  |                |
|  | Mansourasaurus |
|  |                |

|  | Lirainosaurus                                                        |
|  |                                                                      |
|  | \| \| Nemegtosaurus \| \| \| \| \| \| Opisthocoelicaudia \| \| \| \| |
|  |                                                                      |
|  | Nemegtosaurus                                                        |
|  |                                                                      |
|  | Opisthocoelicaudia                                                   |
|  |                                                                      |

|  | Nemegtosaurus      |
|  |                    |
|  | Opisthocoelicaudia |
|  |                    |

|  | Ampelosaurus |
|  |              |
|  | Paludititan  |
|  |              |

|  | Lohuecotitan   |
|  |                |
|  | Mansourasaurus |
|  |                |

|  | Lirainosaurus                                                        |
|  |                                                                      |
|  | \| \| Nemegtosaurus \| \| \| \| \| \| Opisthocoelicaudia \| \| \| \| |
|  |                                                                      |
|  | Nemegtosaurus                                                        |
|  |                                                                      |
|  | Opisthocoelicaudia                                                   |
|  |                                                                      |

|  | Nemegtosaurus      |
|  |                    |
|  | Opisthocoelicaudia |
|  |                    |

|  | Lohuecotitan   |
|  |                |
|  | Mansourasaurus |
|  |                |

|  | Lirainosaurus                                                        |
|  |                                                                      |
|  | \| \| Nemegtosaurus \| \| \| \| \| \| Opisthocoelicaudia \| \| \| \| |
|  |                                                                      |
|  | Nemegtosaurus                                                        |
|  |                                                                      |
|  | Opisthocoelicaudia                                                   |
|  |                                                                      |

|  | Nemegtosaurus      |
|  |                    |
|  | Opisthocoelicaudia |
|  |                    |

|  | Dreadnoughtus                                              |
|  |                                                            |
|  | \| \| Alamosaurus \| \| \| \| \| \| Baurutitan \| \| \| \| |
|  |                                                            |
|  | Alamosaurus                                                |
|  |                                                            |
|  | Baurutitan                                                 |
|  |                                                            |

|  | Alamosaurus |
|  |             |
|  | Baurutitan  |
|  |             |

|  | Dreadnoughtus                                              |
|  |                                                            |
|  | \| \| Alamosaurus \| \| \| \| \| \| Baurutitan \| \| \| \| |
|  |                                                            |
|  | Alamosaurus                                                |
|  |                                                            |
|  | Baurutitan                                                 |
|  |                                                            |

|  | Alamosaurus |
|  |             |
|  | Baurutitan  |
|  |             |

|  | Ampelosaurus |
|  |              |
|  | Paludititan  |
|  |              |

|  | Lohuecotitan   |
|  |                |
|  | Mansourasaurus |
|  |                |

|  | Lirainosaurus                                                        |
|  |                                                                      |
|  | \| \| Nemegtosaurus \| \| \| \| \| \| Opisthocoelicaudia \| \| \| \| |
|  |                                                                      |
|  | Nemegtosaurus                                                        |
|  |                                                                      |
|  | Opisthocoelicaudia                                                   |
|  |                                                                      |

|  | Nemegtosaurus      |
|  |                    |
|  | Opisthocoelicaudia |
|  |                    |

|  | Lohuecotitan   |
|  |                |
|  | Mansourasaurus |
|  |                |

|  | Lirainosaurus                                                        |
|  |                                                                      |
|  | \| \| Nemegtosaurus \| \| \| \| \| \| Opisthocoelicaudia \| \| \| \| |
|  |                                                                      |
|  | Nemegtosaurus                                                        |
|  |                                                                      |
|  | Opisthocoelicaudia                                                   |
|  |                                                                      |

|  | Nemegtosaurus      |
|  |                    |
|  | Opisthocoelicaudia |
|  |                    |

|  | Ampelosaurus |
|  |              |
|  | Paludititan  |
|  |              |

|  | Lohuecotitan   |
|  |                |
|  | Mansourasaurus |
|  |                |

|  | Lirainosaurus                                                        |
|  |                                                                      |
|  | \| \| Nemegtosaurus \| \| \| \| \| \| Opisthocoelicaudia \| \| \| \| |
|  |                                                                      |
|  | Nemegtosaurus                                                        |
|  |                                                                      |
|  | Opisthocoelicaudia                                                   |
|  |                                                                      |

|  | Nemegtosaurus      |
|  |                    |
|  | Opisthocoelicaudia |
|  |                    |

|  | Lohuecotitan   |
|  |                |
|  | Mansourasaurus |
|  |                |

|  | Lirainosaurus                                                        |
|  |                                                                      |
|  | \| \| Nemegtosaurus \| \| \| \| \| \| Opisthocoelicaudia \| \| \| \| |
|  |                                                                      |
|  | Nemegtosaurus                                                        |
|  |                                                                      |
|  | Opisthocoelicaudia                                                   |
|  |                                                                      |

|  | Nemegtosaurus      |
|  |                    |
|  | Opisthocoelicaudia |
|  |                    |

## Paleobiología
Salgado también observa que Pelligrinisaurus y su fauna simpátrica, Titanosaurus y Abelisaurus pueden representar faunas de las tierras altas del mismo intervalo de tiempo donde Aeolosaurus y varios hadrosáuridos habitaron las tierras bajas costeras.